# Антисоветская (ресторан)
«Антисове́тская», ранее «Антисове́тская шашлы́чная» — бывший ресторан в Москве на Ленинградском проспекте, 23, между станцией метро «Динамо» и Белорусским вокзалом. Стал широко известен в связи с конфликтом из-за его названия, произошедшим в 2009 году.

## История

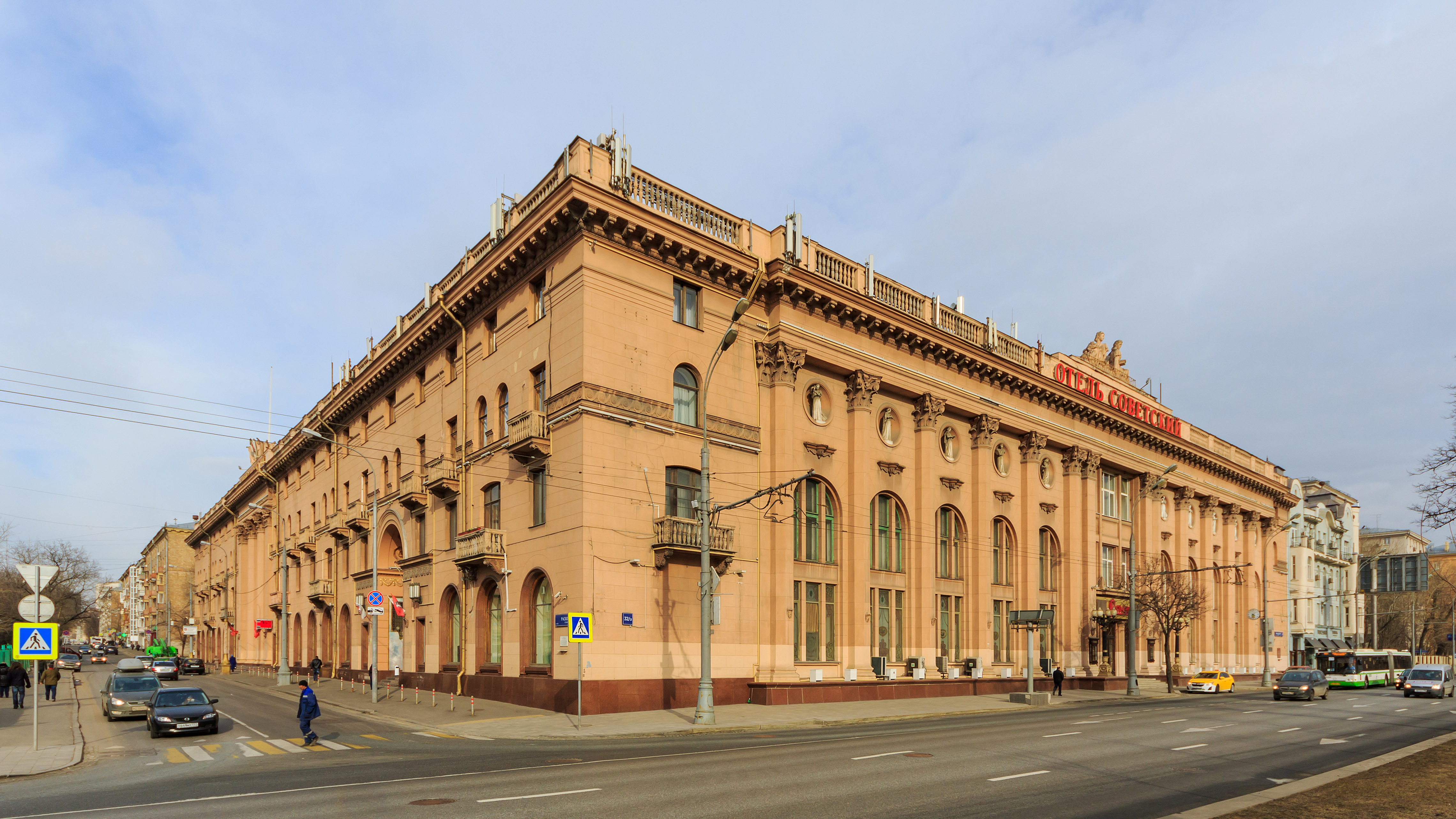
Гостиница «Советская»

В советские времена в этом здании долгое время, с конца 60-х, работала шашлычная — без названия, как простое «номерное» заведение общественного питания, однако была очень популярна. В её зальчике часто собирались представители богемы, западнической интеллигенции, велись вольные разговоры. Сам дом № 23 расположен напротив гостиницы «Советская», в связи с чем острая на язык студенческая молодежь окрестила шашлычную «антисоветской».
В постсоветские времена шашлычная была закрыта, как и многие заведения советского общепита, не сумевшие приспособиться к реформам. Далее на этом же месте открывалось как минимум три ресторана — «Крахмал», «Пищеблок», «Аркада», кафе «Есть место» (которое характеризовали как «гламурное» и «буржуазное»), а летом 2009 владельцы здания (которым принадлежит и расположенный соседству ресторан «Грин») решили возродить и шашлычную, как более дешёвое заведение, присвоив при этом ей исторически сложившееся имя. 2 июля в 19:00 новое заведение открылось, была повешена соответствующая вывеска.

## Инцидент с вывеской
18 сентября 2009 года префект Северного административного округа Олег Митволь (в должности с 7 июля 2009 по 4 октября 2010) распорядился снять вывеску с ресторана. Поводом послужило письмо в префектуру от 17 сентября председателя Совета ветеранов Москвы В. И. Долгих, в котором он заявил, что название шашлычной «Антисоветская» оскорбляет ветеранов, «которые уважительно относятся к советскому периоду в нашей истории», и просил убрать с фасада шашлычной «неуместный политический каламбур».
Вскоре к руководству ресторана явились чиновники из управы района Беговой и потребовали снять вывеску, ссылаясь на распоряжение префекта Северного округа. В итоге, в пятницу около 14:00 вывеска «Антисоветская» была снята. Об этом 18 сентября заявил в эфире радиостанции Сити-FM директор заведения Александр Ванин. Как отметили хозяева, они не в силах противостоять районным властям, «так как в обстановке российской действительности любое заведение может быть закрыто в формально законном порядке, после санитарных, пожарных и т. д. проверок». Как заявил управляющий кафе Евгений Островский (официально предприятием владеет его тесть, Валерий Токмачев) — шашлычная лишится вывески, но сохранит прежнее название.

### Реакция общественности
Общественное мнение по этому поводу разделилось. Либеральная её часть достаточно резко отреагировала на данную акцию властей, которая также связывалась с предвыборной борьбой:

Почему руководством к действию власти стал именно протест против названия шашлычной, а не против изменения названия страны (в марте 1991 они-то явно голосовали тогда за сохранение Советского Союза)? Между прочим, предыдущую деятельность Митволя-политика, бизнесмена и медиа-магната можно охарактеризовать если и не «антисоветской», то «асоветской», что выразилось и в этапах искоренения шашлычной, оказавшейся в роли куска брошенного мяса. Уместно в данном случае вспомнить попытку организации в ходе выборов 1999 года «антилужковской» газеты «Московская комсомолка» (ответвления тогдашних «Новых Известий»), в пику газете «мужского пола» «МК», поддерживавшей действующего мэра.— Герменевтический коллапс // Культурная эволюция, 08.01.2010
Известный общественный деятель, правозащитник и блогер Александр Подрабинек (бывший советский диссидент) 21 сентября опубликовал статью в интернет-издании «Ежедневный журнал», озаглавленную «Как антисоветчик антисоветчикам», в которой прокомментировал это снятие вывески с частного предприятия общественного питания. В ней он высказался в достаточно резких по отношению к ветеранам словах, — в частности, что этим названием больше всего недовольны «вертухаи лагерей и тюрем, комиссары заградотрядов, палачи на расстрельных полигонах». Такие высказывания послужили причиной преследования А. Подрабинека со стороны активистов движения «Наши», по мнению которых он оскорбил советских ветеранов. Международная организация «Репортёры без границ» потребовала прекратить «кампанию ненависти» в отношении Подрабинека, которому приходится скрываться.
Также «инициативная группа граждан» при поддержке ДПНИ подала заявление в прокуратуру на «ранее судимого Подрабинека» по статье 282 УК РФ за «активное занятие антирусской и антигосударственной деятельностью».
1 октября 2009 года движение «Наши» подало иск о защите чести, достоинства и деловой репутации к радиостанции «Эхо Москвы» с требованием признать не соответствующей действительности прозвучавшее в эфире утверждение, что «Наши» преследуют журналиста Александра Подрабинека и его семью, а также взыскать 500 тыс. руб. в качестве возмещения вреда. Руководство «Эха Москвы» заявило, что не понимает смысла обвинения.
В защиту Александра Подрабинека также высказались многие журналисты, политические и общественные деятели.
Также, 5 октября Совет при Президенте Российской Федерации по содействию развитию институтов гражданского общества и правам человека опубликовал заявление, в котором осудил действия активистов движения «Наши», хотя и уточнив в дальнейшем, что Совет не согласен с позицией, изложенной в письме, и считает письмо оскорбительным для ветеранов. Мнения по поводу этого Заявление тоже разделились — некоторые члены Совета заявили о своём несогласии с позицией, высказанной от имени Совета его главой Эллой Памфиловой без учёта мнения других членов.
6 октября лидер движения «Наши» Никита Боровиков опубликовал ответ на заявление Совета, в котором заявил, что, по его мнению, обвинения в адрес движения безосновательны.
Сам префект О. Митволь уверял, что с помощью политического скандала Е. Островский хотел отвлечь внимание от имущественного конфликта — ведь тот задолжал Сбербанку 4,1 млрд рублей (Сбербанк подал иск к компании ТОАП («Топливное обеспечение аэропортов»), принадлежавшей Островскому и обанкротившейся в марте 2009 года, по поводу невозвращенного кредита в размере 4,1 млрд рублей) и заявил, что, «как рядовой вкладчик Сбербанка», он намерен подать на Евгения Островского в суд, чтобы добиться изъятия шашлычной и её имущества в пользу банка.
В конце сентября шашлычную без вывески посетил Долгих.
Позднее ресторан продолжил работу под вывеской «Антисоветская».
По состоянию на начало 2017 года ресторан закрыт и никаких вывесок, указывающих на «шашлычную», по его адресу не существует.

## Интерьер
Небольшой клуб-ресторан со сценой для выступлений в стиле «ретро», рассчитан на 60 посетителей. Интерьер в бордовых и золотых цветах. Бокалы, изготовленные по эскизам известного скульптора Веры Мухиной.
В «Антисоветской» проходили ностальгические ретро-вечера, литературные вечера и концерты исполнителей, музыкантов, артистов и юмористов.